# Arborização

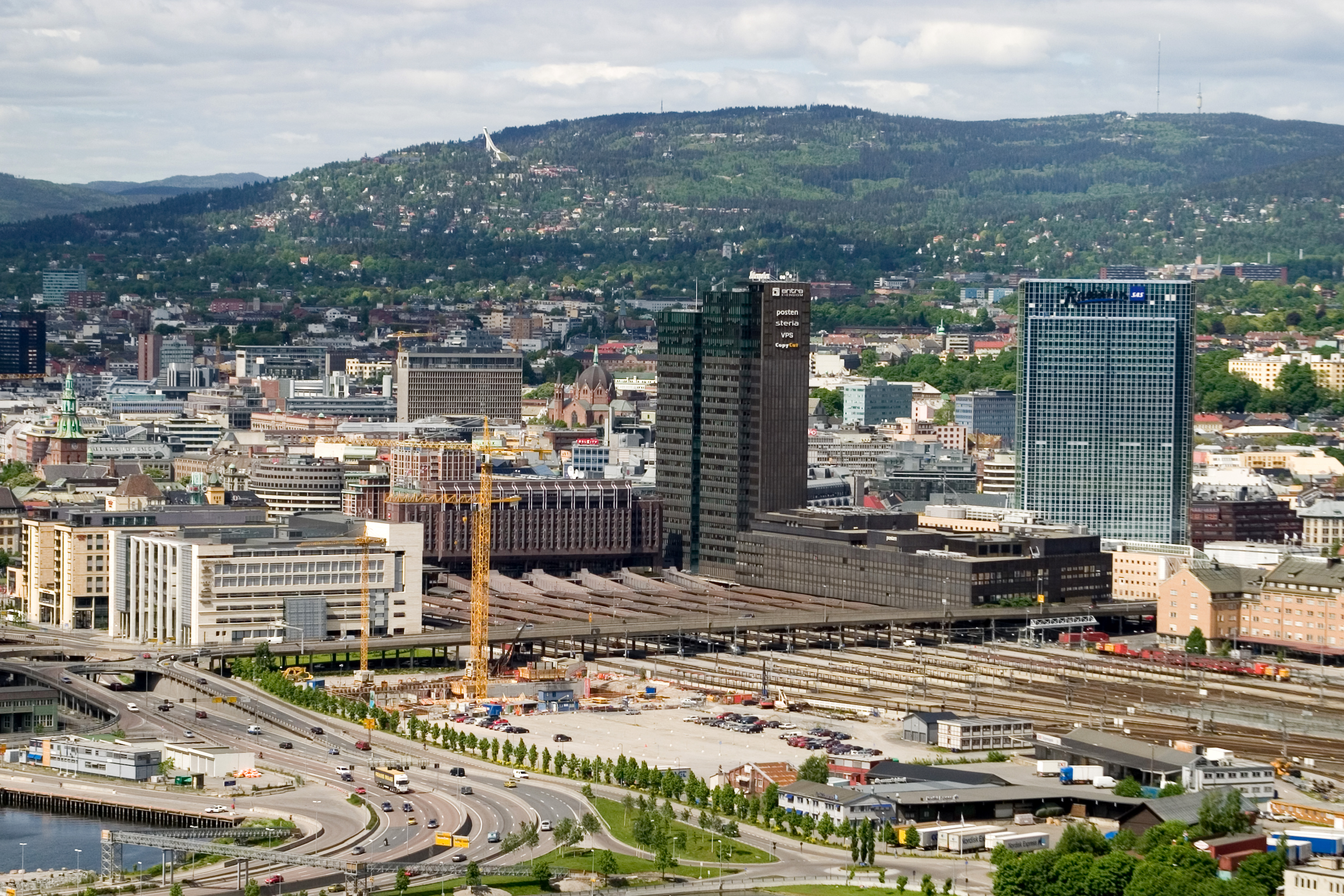
Oslo, a segunda cidade mais arborizada do mundo, de acordo com os dados pesquisados pela revista Reader's Digest.

Arborização Urbana é o conjunto de vegetação com espécies predominantemente arbóreas natural ou cultivadas em áreas privadas e públicas (praças, parques e vias públicas) de uma cidade. Termos técnicos como: área verde, florestas urbanas, parques urbanos, sistemas de lazer, praças, parques urbanos e similares também são considerados por alguns autores como sinônimos de arborização urbana. A terminologia utilizada no Brasil para os componentes arbóreos urbanos ainda se mostra dúbia.

## Importância
A arborização urbana é de vital importância, principalmente nos grandes centros urbanos. Com uma maior área verde na cidade, a temperatura é mais baixa, evitando as ilhas de calor, que se formam rapidamente em grande metrópoles com urbanização intensa, como São Paulo e Rio de Janeiro, no Brasil, e Nova Iorque, Pequim, Bombaim, Cairo, Cidade do México, entre outras. Geralmente, as ilhas de calor formadas pela grande concentração de concreto, pela escassez de áreas verdes e pelo elevado nível de poluição (ocasionado, na maioria das vez, pelos veículos que circulam pela cidade), concentram-se na região central das metrópoles, onde se encontram o centro financeiro, vários edifícios, e uma enorme frota de veículos. Portanto, a arborização é de grande importância para a população de uma cidade, pois melhora a qualidade do ar, reduz a propagação do som, intercepta água da chuva, promove o bem estar psicológico e diminui, em cerca de 10%, o nível de material particulado. Além disso, a arborização é um elemento chave para a manutenção de espécies dentro do meio urbano, oferecendo recursos necessários para a sobrevivência de pássaros, insetos, líquens e fungos. 

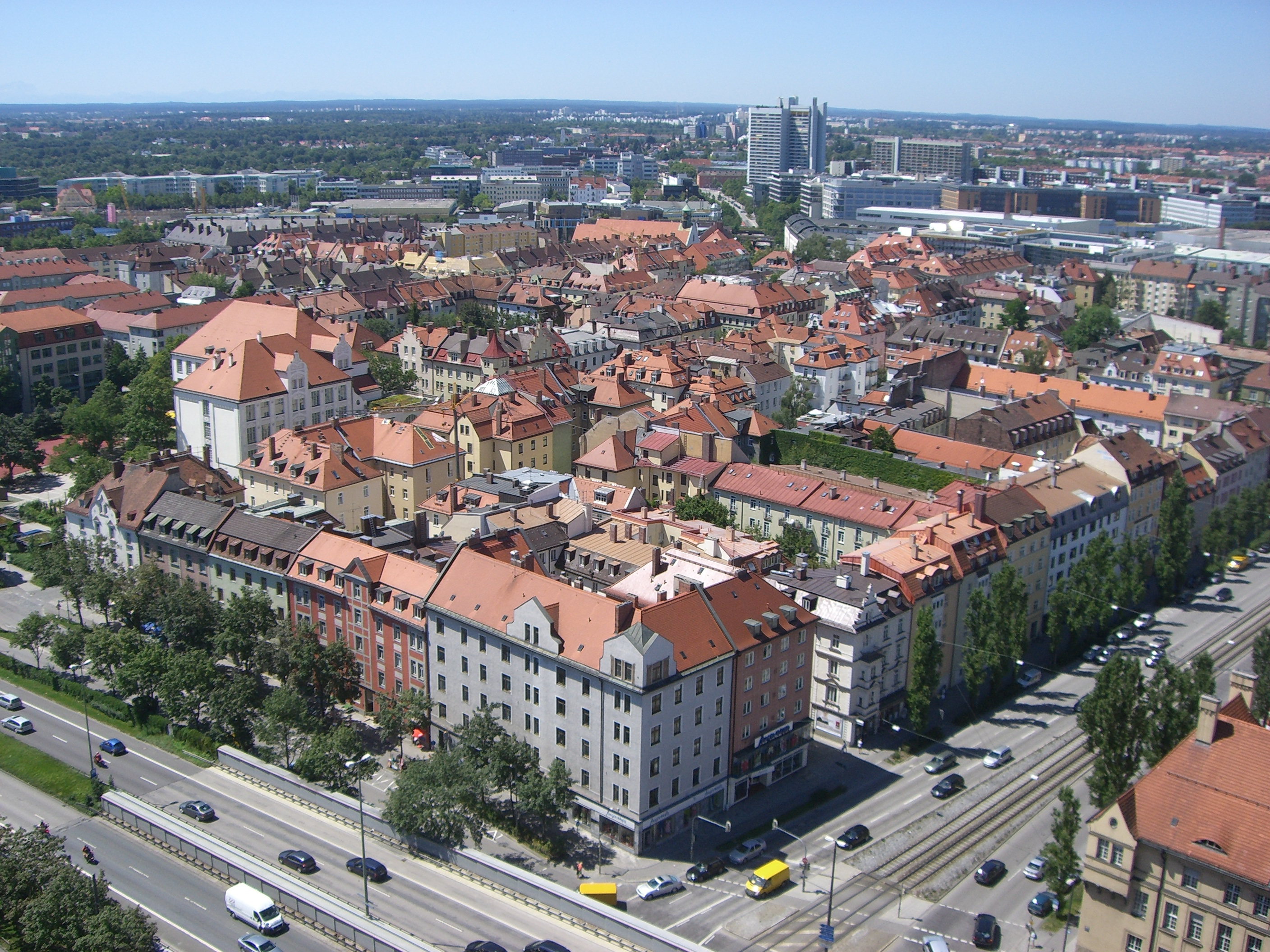
Munique, a terceira cidade mais arborizada do mundo, de acordo com os dados pesquisados pela revista Reader's Digest.

São Paulo, a maior cidade brasileira, possui 968,3 quilômetros quadrados de área urbanizada (cerca de 9 vezes maior que a área territorial de Paris), sem contar com sua região metropolitana (2 209 quilômetros quadrados de área urbana - quase duas vezes a área territorial de Nova Iorque). Desta forma, a cidade apresenta vários programas de arborização, como, por exemplo, o projeto Pomar, iniciativa de plantar flores e árvores frutíferas nas margens do rio Pinheiros, com o objetivo de transformá-las em um jardim de 14 quilômetros de extensão com espécies nativas. O mesmo acontece com o Tietê, que, apesar da intensa poluição, conta com alguns projetos de arborização para suas margens. Há, além destes, planos direcionados à ampliação ou reconstituição de áreas verdes de avenidas, ruas e parques urbanos. No Rio de Janeiro, o bairro de Campo Grande e outros pequenos bairros contíguos passam, atualmente, por um processo de arborização que visa a formar uma extensa malha viária verde constituída majoritariamente por espécies arbóreas da flora nativa.

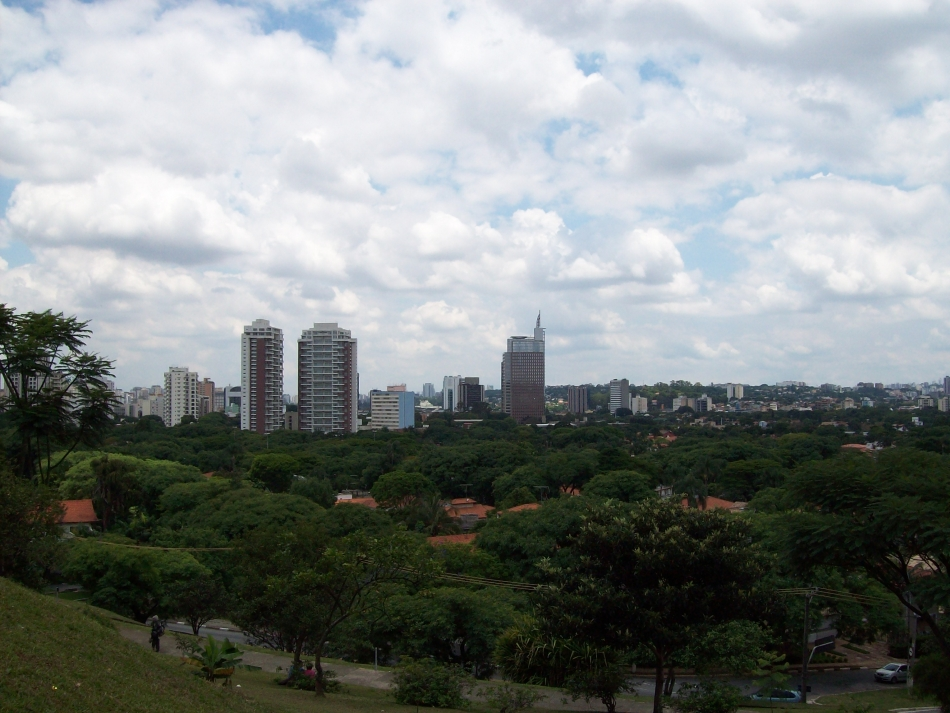
Alto de Pinheiros, uma das regiões mais arborizadas de São Paulo, Brasil.

Outras grandes cidades brasileiras que contam com arborização são Curitiba, Porto Alegre e Campo Grande, entre outras. Podem-se citar, também, cidades menores como Maringá, no Paraná.
Uma pesquisa realizada em 2007, publicada pela revista Reader's Digest, classificou 141 países de acordo com a arborização nacional. A classificação por países foi elaborada a partir de critérios ambientais, como a qualidade do ar, da água, da biodiversidade ou o nível de emissão de gases do efeito estufa. Foram considerados também fatores socioeconômicos, como produto interno bruto, educação, taxa de desemprego e expectativa de vida. Além dos países, 72 cidades foram pesquisadas, sobre as quais se obtiveram dados locais apoiados em informações da União Internacional de Transportes Públicos (que leva, em conta, elementos como lixo, reciclagem, preço da eletricidade, poluição por partículas, espaços verdes e transportes coletivos).

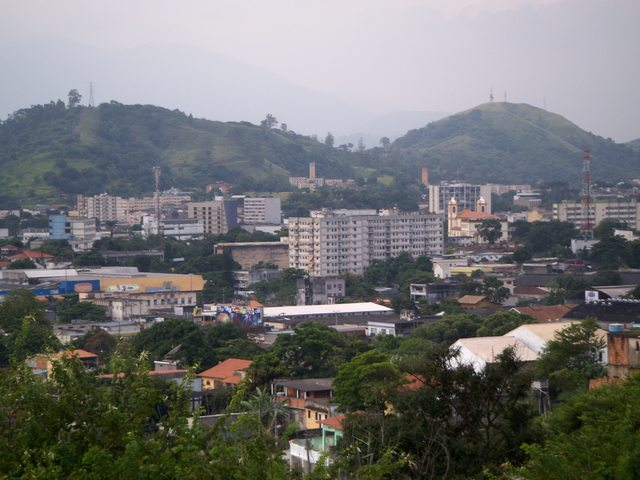
Campo Grande, no Rio de Janeiro, no Brasil, é um bairro que está passando por um processo de arborização.

No ranking das nações, a Finlândia obteve o primeiro lugar, seguida pela Islândia e Noruega. A Etiópia ocupa a 141ª posição.
Entre as cidades, Estocolmo ficou com a primeira posição, seguida por Oslo, Munique e Paris. Na última colocação, a capital chinesa, Pequim.
De acordo com a pesquisa, o Brasil ocupa a 40ª posição entre os 141 países analisados. Entre as 72 cidades pesquisadas, Curitiba está no 54º lugar e São Paulo na 62ª posição.

## Intensidade de Arborização
A arborização pode ser determinada a partir de uma escala de intensidade dividida em quatro classes:
- Total: Cobertura vegetal densa e homogénea (copas confinantes) que abrange toda a área da via, criando situações de "túneis verdes". As árvores podem estar tanto dispostas nas extremidades das vias como no meio das mesmas, desde que a sua copa cubra a total largura da via.

- Parcial: Cobertura vegetal presente nos dois lados, de um lado ou no meio das vias ou até pontualmente, em que a copa é mais reduzida, mas cobrindo parcialmente e isoladamente a área do arruamento. O edificado pode ajudar no fornecimento de sombra para o seu respetivo lado adjacente e segundo a posição do sol.

- Escassa: Cobertura vegetal de um lado da via, pontualmente ou mesmo sem presença de árvores, mas ainda com sombra derivado do edificado adjacente e segundo a posição do sol.

- Inexistente: Vias sem qualquer cobertura vegetal e em que o edificado não influencia ou não é decisivo no sombreamento. Este facto prende-se tanto com a altura do edificado como com a orientação geográfica da via.

## Plantação

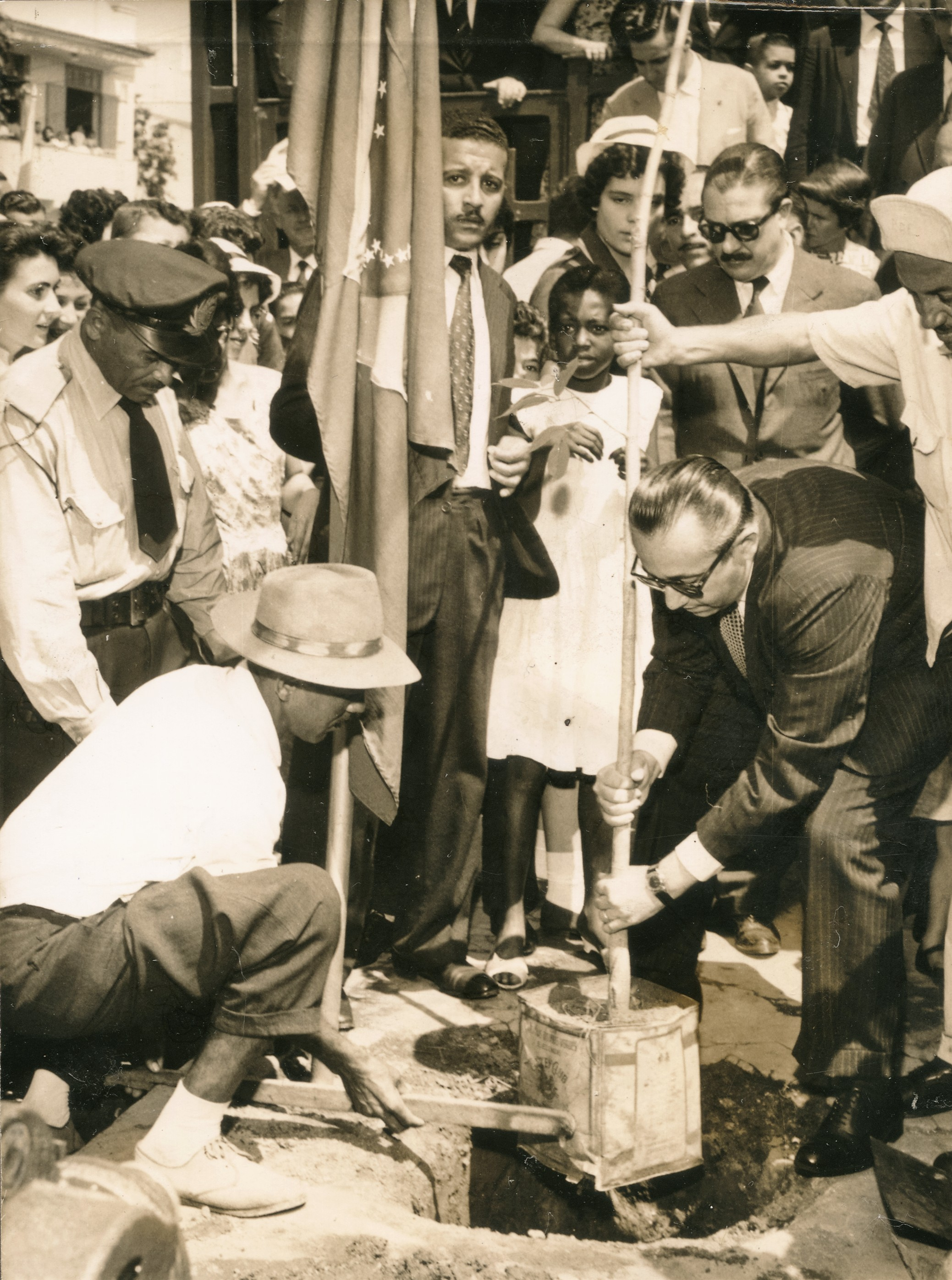
Plantação de árvore na Rua Rio Grande do Sul, no Méier, durante o Festival da Amizade, que reuniu membros do corpo diplomático, o prefeito do Distrito Federal e o representante do presidente da República, em 1958.

### Mudas
As plantas só devem ir para o local definitivo (na rua, na avenida ou na praça) quando alcançarem, no mínimo, 1 metro.
Devem estar acondicionadas em recipientes apropriados (jacás, latas ou caixões de madeira).

### Plantio
O plantio deve ser feito em covas grandes, no mínimo de 0,60 x 0,60 x 0,60 metros.
Se for lata, tirar o recipiente por ocasião do plantio.
Misturar, à terra, 10 a 15 litros de esterco bem curtido e também:
- 200 gramas de Fosfato natural
- 100 gramas de Superfosfato simples
- 50 gramas de Cloreto de potássio

A melhor época de plantar uma árvore é no período chuvoso, pois a chuva acelera o seu crescimento.
O espaçamento é bastante variável; depende sobretudo de largura da via carroçável, largura do passeio, recuo das construções, altura de rede elétrica, localização e profundidade da rede de água e esgoto, tamanho e conformação da espécie vegetal.
Nota-se que, nos planos de arborização, deve-se priorizar a diversificação de espécies vegetais, variando o abrigo e a alimentação de espécies migratórias e locais.

### Podas
Normalmente, a muda já recebe uma primeira poda ao sair do viveiro. Nela, são deixados 3 ou 4 ramos que deverão dar a futura copa.
Deve-se eliminar os "ladrões" que aparecem no tronco, e só deixar os ramos principais.
O que se deve fazer é ir despontando os ramos que prejudiquem o trânsito ou mesmo eliminar aqueles que saem muito baixos ou que se inclinam demasiadamente.